# Комисия „Барозу II“
Комисията „Барозу II“ е наричана встъпилата на 10 февруари 2010 г. в длъжност европейска комисия (ЕК) с председател Жозе Мануел Барозо. Тя е първата комисия, чиято работа е регламентирана от Лисабонския договор. Комисията Барозо II има 28 членове (наречени комисари), всеки от които е номиниран от страна-членка на съюза.
От 1 ноември 2014 г. тази комисия е заменена от Комисията Юнкер.
|  |

## Избор
Съставът на Комисията „Барозу II“ е одобрен от Европейския парламент на 9 февруари 2010 г. Това се случва с известно закъснение заради скандалите при изслушването на българския кандидат-комисар Румяна Желева. Налага се Барозу и Съветът да преразгледат нейната кандидатура и да подсигурят замяната ѝ с Кристалина Георгиева. Окончателният състав на Комисията получава подкрепата на всички парламентарни групи с изключение на Зелените, Крайнолевите и Групата на консерваторите и реформистите. В лицето на баронеса Катрин Аштън Комисията за първи път има заместник-председател, който същевременно да заема и поста върховен представител на Европейския съюз по въпросите на външните работи и политиката на сигурност. Други нововъведения настъпват и с разделянето на ресор правосъдие, свобода и сигурност, както и с появата на новия ресор Действия по климата. Успоредно с това е върнато разделянето на 2 от ресорите през предишния мандат на Комисията, наложено от присъединяването на България и Румъния през 2007 г. и нуждата от създаването на ресори и за техните комисари.
Въпреки призивите за назначаване на повече жени за комисари, техният брой остава 9 и в този състав. По отношение на политическата принадлежност на комисарите Барозу се стреми да се съобрази с баланса в Съвета на министрите и с поддръжниците си в Парламента. Така най-голям дял от комисарите – 13, са членове на Европейската народна партия, 8 са либерали и едва 6 – социалисти. В същото време Барозу запазва голяма част от състава на предишната оглавявана от него комисия. 13 от комисарите карат своя втори мандат, макар и в повечето случаи – с друг ресор. В таблицата по-долу са изложени всички настоящи комисари заедно с политическата си принадлежност, ресор, гражданство и други.

## Първоначален състав
Следват съставът и ресорите на отделните членове (комисари) на Европейската комисия (ЕК) с мандат от 10 февруари 2010 г. до 31 октомври 2014 г.
| Ресор                                                                 | Комисар              | Страна-членка  | Партия                                                                      | Снимка |
| --------------------------------------------------------------------- | -------------------- | -------------- | --------------------------------------------------------------------------- | ------ |
| Председател                                                           | Жозе Мануел Барозо   | Португалия     | Европейска народна партия                                                   |        |
| Първи заместник-председател; външни работи и политика на сигурност    | Катрин Аштън         | Великобритания | Партия на европейските социалисти На национално ниво: Лейбъристка партия    |        |
| Заместник-председател; правосъдие, основни права и гражданство        | Вивиан Рединг        | Люксембург     | Народна партия                                                              |        |
| Заместник-председател; конкуренция                                    | Хоакин Алмуния       | Испания        | Социалисти На национално ниво: Испанска социалистическа работническа партия |        |
| Заместник-председател; транспорт                                      | Сиим Калас           | Естония        | Либерали На национално ниво: Естонска реформистка партия                    |        |
| Заместник-председател; цифрови технологии                             | Нели Крус            | Нидерландия    | Либерали На национално ниво: Народна партия за свобода и демокрация         |        |
| Заместник-председател; промишленост и предприемачество                | Антонио Таяни        | Италия         | ЕНП На национално ниво: Хора на свободата                                   |        |
| Заместник-председател; междуинституционални отношения и администрация | Марош Шефчович       | Словакия       | Социалисти На национално ниво: Социалдемократи                              |        |
| Околна среда                                                          | Янез Поточник        | Словения       | Либерали На национално ниво: Либералдемократи                               |        |
| Икономически и парични въпроси                                        | Оли Рен              | Финландия      | Либерали На национално ниво: Финландски център                              |        |
| Развитие                                                              | Андрис Пиебалгс      | Латвия         | ЕНП                                                                         |        |
| Вътрешен пазар и услуги                                               | Мишел Барние         | Франция        | ЕНП На национално ниво: Съюз за народно движение                            |        |
| Образование, култура, многоезичие и младеж                            | Андрула Василиу      | Кипър          | Либерали На национално ниво: Демократическа партия                          |        |
| Данъчно облагане и митнически съюз, одит и борба с измамите           | Алгирдас Шемета      | Литва          | ЕНП                                                                         |        |
| Търговия                                                              | Карел де Гьохт       | Белгия         | Либерали На национално ниво: Фламандски либерали и демократи                |        |
| Здравеопазване и потребители                                          | Джон Дали            | Малта          | ЕНП На национално ниво: Националистическа партия                            |        |
| Изследователска дейност, иновации и наука                             | Мери Гейгън-Куин     | Ирландия       | Либерали На национално ниво: Фианна Файл                                    |        |
| Бюджет и финансово планиране                                          | Януш Левандовски     | Полша          | ЕНП На национално ниво: Гражданска платформа                                |        |
| Рибарство и морско дело                                               | Мария Даманаки       | Гърция         | Социалисти На национално ниво: ПАСОК                                        |        |
| Международно сътрудничество, хуманитарна помощ и реакция при кризи    | Кристалина Георгиева | България       | ЕНП На национално ниво: предложена от ГЕРБ                                  |        |
| Енергетика                                                            | Гюнтер Йотингер      | Германия       | ЕНП На национално ниво: Християндемократически съюз                         |        |
| Регионална политика                                                   | Йоханес Хан          | Австрия        | ЕНП На национално ниво: Австрийска народна партия                           |        |
| Действия по климата                                                   | Кони Хедегаард       | Дания          | ЕНП На национално ниво: Консервативна народна партия                        |        |
| Разширяване и европейска политика за съседство                        | Щефан Фюле           | Чехия          | Социалисти На национално ниво: Социалдемократическа партия                  |        |
| Заетост, социални въпроси и социално приобщаване                      | Ласло Андор          | Унгария        | Социалисти На национално ниво: Унгарска социалистическа партия              |        |
| Вътрешни работи                                                       | Сесилия Малмстрьом   | Швеция         | Либерали На национално ниво: Либерална народна партия                       |        |
| Селско стопанство и развитие на селските райони                       | Дачиан Чолош         | Румъния        | ЕНП На национално ниво: предложен от Демократическата либерална партия      |        |

| * | Легенда: [ 6 ] ляво ориентирани (ПЕС); [ 8 ] центристи (АЛДЕ); [ 13 ] дясно ориентирани (ЕНП). |

## Замяна на еврокомисаря от Малта
Във връзка с лобистки скандал комисарят Джон Дали от Малта е сменен с Тонио Борг (Tonio Borg, от същата партия, бивш вицепремиер), считано от 16 октомври 2012 г.

## След присъединяването на Хърватия
Поради влизането на Хърватия в Европейския съюз ЕК се разширява, включвайки и неин представител.
| Ресор                                    | Комисар      | Страна-членка | Партия                                 | Снимка |  |
| ---------------------------------------- | ------------ | ------------- | -------------------------------------- | ------ |  |
| Защита на потребителите (от юли 2013 г.) | Невен Мимица | Хърватия      | Социалисти Социалдемократическа партия |        |  |

| * | Легенда: [ 7 ] Ляво ориентирани (ПЕС) – [ 8 ] Центристи (АЛДЕ) – [ 13 ] Дясно ориентирани (ЕНП) |